# 洪湖赤卫队 (歌剧)

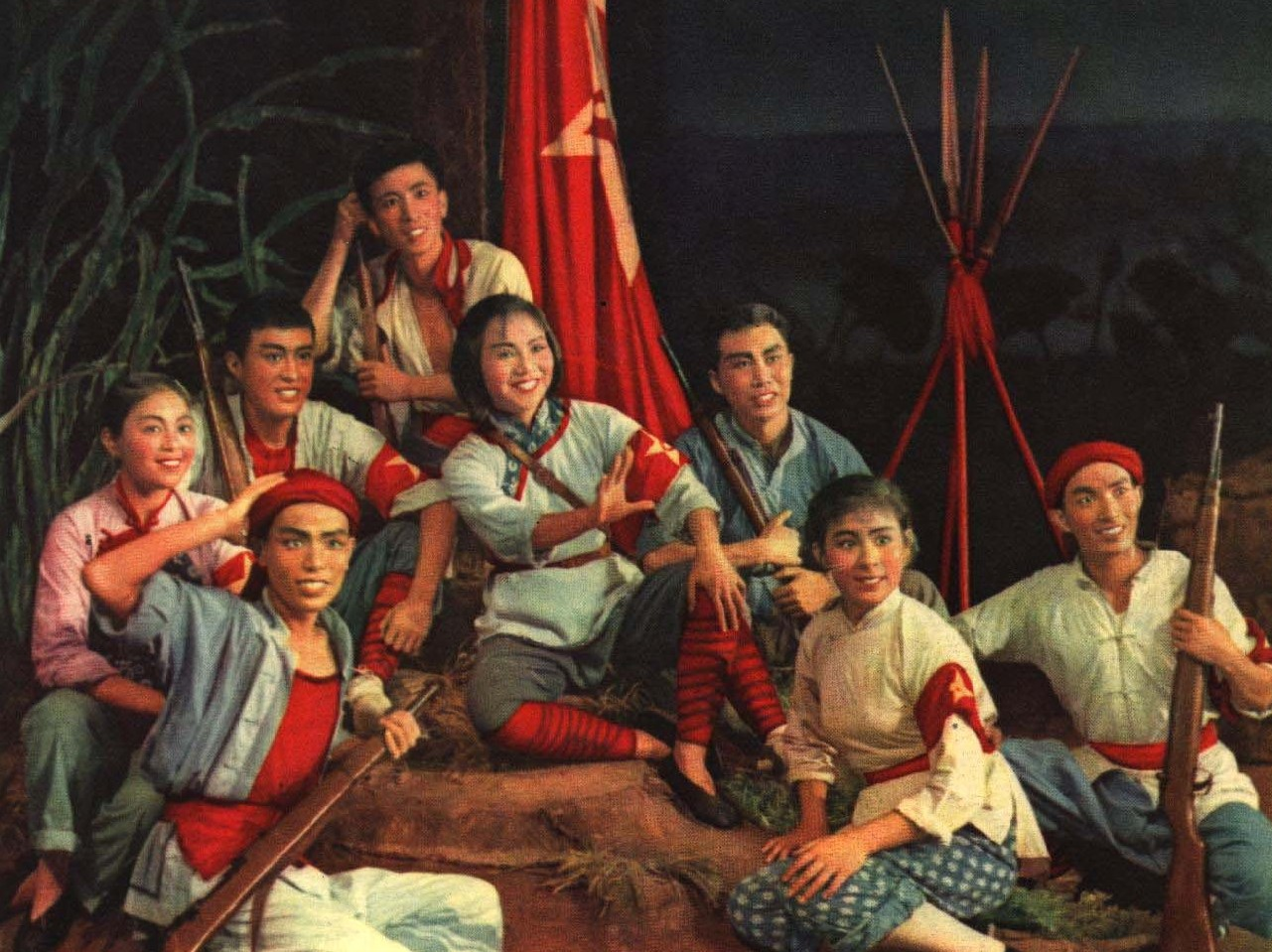
1962年 歌剧 洪湖赤卫队

洪湖赤卫队是湖北省实验歌剧团于1950年代创作的一部六场歌剧。以1930年代保卫湘鄂西革命根据地红色政权的农民武装——洪湖赤卫队的武装斗争为素材，充分表现了革命斗争的艰巨性和英雄人物的飒爽英姿。后改编成电影和电视剧。
1958年冬，歌剧《洪湖赤卫队》完成剧本，同年首排。此部歌剧是湖北省歌剧团以梅少山、杨会君、张敬安、欧阳谦叔、朱本和为骨干的集体创作。音乐主要来自于湖北天门、沔阳（洪湖原属该县）、潜江一带的民间音乐。洪湖地区位于洞庭湖的北面，经常发洪水，歌剧中《洪湖水，浪打浪》一段的音乐就是取自于襄河民谣《襄河谣》，唱的是人民饱受洪水之患的悲苦心情。作曲家张敬安收集到这段素材后为这段民谣的旋律所感动，在谱写歌曲唱段时，把它很自如的运用到歌剧中。当时他写这段音乐的旋律和前八句歌词一气呵成，后面的一段歌词是由欧阳谦叔补写。
1959年，歌剧《洪湖赤卫队》由湖北省实验歌剧团首演于武汉，由于旋律优美、朗朗上口很快受到了人民的喜爱，后来到各地演出，在文革前创下连演800场、场场爆满的纪录。在歌剧《洪湖赤卫队》获得广泛的好评后，许多中国领导人，如周恩来、贺龙等都观看了这部歌剧，并极力促成将歌剧拍摄为电影，希望扩大其影响力。1961年，湖北电影制片厂与北京电影制片厂合作开始拍摄该片。电影基本采用了湖北省实验歌剧团的原班人马，情节也没有做特别大的改动。电影的传播为这部作品带来了更大影响力。在1966年批斗《洪湖赤卫队》时，批斗前放了一段电影，在场的群众都主动地跟着哼唱《洪湖水，浪打浪》，可见这部作品的优美旋律已深入人心。
如今《洪湖赤卫队》中的音乐被作为革命歌曲演唱着，但优美的旋律和歌词中所描绘的景色，让人更有亲切之感。后来歌剧重排上演依旧收到观众的好评。文革后，1977年1月23日，歌剧《洪湖赤卫队》重新公演。

## 剧情简介
1930年代，湖北沔阳县委把赤卫队撤离后，当地白极会头子彭霸天在国军的支持下企图卷土重来，赤卫队在乡党支部书记韩英和队长刘闯的率领下继续袭击敌人。刘闯有勇无谋，枪打密探而暴露目标。韩英在掩护队伍撤退过程中，与分队长王金标一同被捕。后来王金标叛变，韩英宁死不屈。敌人把韩英的母亲找来劝降，韩英母女互相勉励，坚贞不屈。敌人把叛徒王金标放回，想诱骗赤卫队进入伏击圈。此时彭霸天的副官展露了地下党员的真实身份，以自己的生命掩护韩英逃脱。韩英及时回到赤卫队枪毙了叛徒，配合红军作战，消灭了彭霸天。

### 经典台词
“人老了，弦也调不准了！”

## 主要角色
| 人物   | 简介 | 备注                        |
| ------ | --- | --------------------------- |
| 韩 英  | 是一位领导人民武装反抗的女英雄，她的原型有两位。一位是鄂南女革命家、中华人民共和国首任监察部长钱瑛，另一位是领导过洪湖地区武装斗争的贺英（贺龙的姐姐）。 | 小戲骨飾演者:陶冰藍(10歲)   |
| 刘 闯  | 有勇無謀的赤衛隊隊長，尊敬韓英 | 小戲骨飾演者:肖楊博涵(12歲) |
| 韩 母  | 支持韓英，被抓時不但不勸降，甚至要女兒韓英消滅白極會 | 小戲骨飾演者:付琴思(12歲)   |
| 彭霸天 | 白極會首領，領導一干資產階級欺負鄉民 | 小戲骨飾演者:陳禹衡(11歲)   |
| 秋 菊  | 劉闖之好友，力勸劉闖不要貿然行事。 |                             |

## 主要演职员
- 词曲：张敬安、欧阳谦叔
- 编剧：朱本和、张敬安、欧阳谦叔、杨会召、梅少山
- 主要演员：
  - 王玉珍 饰韩英
  - 夏奎斌 饰刘闯

## 改编作品

### 电影
电影拍摄期间正值三年大饥荒，演员们一天只有七两口粮，许多演员都浮肿了，女主角王玉珍也不例外。男主角夏奎斌由于饿得面颊消瘦，只好在嘴里填入棉花来保证不影响形象。但是这都没有影响影片的艺术性。影片上映后，挑剔的北京观众质疑这部没有名演员的电影，但观看后观众深得为影片的情节和演员的表演所打动，歌剧中的乐曲也借助电影的传播广为传唱。
《洪湖赤卫队》中的音乐给人们留下了深刻的印象。《洪湖水，浪打浪》这首歌曲更是被人们广为传唱。悠扬的旋律，宽广的节奏，配合曲折的剧情，深深的打动着每一位观众。周恩来就曾称赞它是“一首难得的革命的抒情歌曲”。其它唱段如《这一仗打得真漂亮》《小曲好唱口难开》等也都各具特色，广为流传。《洪湖赤卫队》堪称第二代中国民族歌剧的代表作。贺龙对于此片十分欣赏，在家中曾不止一次放映过此片。

### 主題曲
洪湖水呀　浪呀嘛浪打浪啊

洪湖岸边是呀嘛是家乡啊

清早船儿去呀去撒网

晚上回来鱼满舱啊　啊～

四处野鸭和菱藕

秋收满畈稻谷香

人人都说天堂美

怎比我洪湖鱼米乡啊　啊～

洪湖水呀　长呀嘛长又长啊

太阳一出闪呀嘛闪金光啊

共产党的恩情

比那东海深

渔民的光景

一年更比一年强　啊～

### 電視劇
電視劇版《洪湖赤衛隊》根據同名電影及歌劇重拍，全劇共28集，由中共湖北省委宣傳部、湖北省廣播電視總台、湖北經視、湖北電影制片廠等單位聯合出品，2010年7月5日起在中央電視台第一套節目每晚黃金時間播出。